# Буэно, Карлос
Карлос Буэно (исп. Carlos Heber Bueno Suárez; 10 мая 1980, Артигас) — уругвайский футболист, нападающий. Экс-игрок национальной сборной.

## Карьера
Воспитанник «Пеньяроля», в котором дебютировал в возрасте 18 лет в 1999 году. В год своего дебюта выиграл чемпионат Уругвая, а затем повторил этот успех в 2003 году. В 2005 году произошёл весьма неожиданный и скандальный переход во французский ПСЖ, в котором игроку не удалось закрепиться, при этом второй год своего европейского вояжа провёл в аренде в португальском «Спортинге». 3 февраля 2007 года, выйдя на замену на 60-й минуте матча против «Насьонала» в течение 20 минут забил 4 гола. В январе 2008 года, после полугодичного пребывания в «Боке Хуниорс», вернулся в «Пеньяроль», где продолжил демонстрировать высокий уровень игры за родной клуб параллельно с успешными выступлениями за сборную Уругвая — в 2007—2008 гг. в отборочном турнире к ЧМ-2010 отличился 5-ю забитыми голами, причём в 2009 году он не вызывался Оскаром Вашингтоном Табаресом в расположение «Селесте», и все свои голы забил в первой части отборочной кампании. В середине 2009 года был отдан в аренду в испанский «Реал Сосьедад», которому требовался нападающий высокого уровня чтобы побороться за возвращение в Примеру Испании.

## Достижения
- Чемпион Уругвая (2): 1999, 2003
- Победитель Лигильи (1): 2004
- Обладатель Кубка Франции (1): 2006
- Обладатель Кубка Португалии (1): 2007
- Футболист года в Уругвае (2): 2003, 2004